# Caricuicui
Caricuicui es un caserío rural de la comuna de Panguipulli, se encuentra ubicado en el sector norte de esta comuna en el sector occidental del lago Calafquén.
Aquí se encuentra la escuela particular Allcapang.

## Hidrología
Caricuicui se ubica junto al estero Mandehue o Manedehue que pasa también por la localidad de Huitag, tributario del estero Huillilelfun.

## Accesibilidad y transporte
Caricuicui se encuentra a 22,6 km de la ciudad de Panguipulli a través de la Ruta 203.